# Griswold (Manitoba)
Pour les articles homonymes, voir Griswold.
Griswold est un village du Manitoba située au sud-ouest de la province et enclavé dans la municipalité rurale de Sifton. Le village compte environ 30 personnes est approximativement à 25 miles à l'ouest de Brandon à la jonction des routes 1 (Route Transcanadienne) et 21.

## Personnalité
- Clifford McEwen, un as de l'aviation de la Première Guerre mondiale et un commandant senior de la Seconde Guerre mondiale né à Griswold en 1896.

## Annexe